# Carlos Quiñónez (calciatore guatemalteco)
Carlos Vinicio Quiñónez Sánchez (Puerto Barrios, 20 luglio 1977) è un ex calciatore guatemalteco, di ruolo centrocampista.

## Caratteristiche tecniche
Poteva giocare come centrocampista, ma anche come difensore centrale.

## Carriera

### Club
Dopo aver giocato al Deportivo Marquense, nel 2002 si è trasferito al Comunicaciones. Nel gennaio 2006 è tornato al Deportivo Marquense. Nel 2007 è passato allo Xelajú MC. Nell'estate 2008 si è accasato al Peñarol La Mesilla. Nel gennaio 2009 è stato acquistato dal Deportivo Petapa.

### Nazionale
Ha debuttato in Nazionale nel 2000. Ha messo a segno la sua prima rete con la maglia della Nazionale l'8 febbraio 2007, in Guatemala-Nicaragua (1-0), in cui ha siglato, al minuto 29, il gol che ha deciso la gara. Ha partecipato, con la Nazionale, alla Gold Cup 2007. Ha collezionato in totale, con la maglia della Nazionale, 29 presenze e una rete.